# Mike Grella
Michele Grella, detto Mike (Long Island, 23 gennaio 1987), è un ex calciatore statunitense di origini italiane, di ruolo attaccante.

## Carriera

### Club

#### College e divisioni amatoriali
Inizia la sua carriera calcistica nel 2007 tra le file dei Long Island Rough Riders, nella USL Premier Development League, per poi continuare per l'altra metà della stagione ai Carolina RailHawks.

#### Leeds United, Carlisle United e Swindon Town
Nel mese di gennaio del 2009, fu scelto dal Toronto al MLS SuperDraft. Tuttavia, decise di non aggregarsi al club canadese per proseguire la sua carriera in un club europeo. Il 2 febbraio dello stesso anno, dopo un provino superato con successo, firma un contratto di un anno e mezzo con il Leeds United.. Il 14 febbraio seguente debutta con i Whites nella partita di Football League One persa per 1-0 contro l'Huddersfield Town. Il suo primo gol con la maglia del Leeds arriva nella stagione seguente, nella partita di FA Cup vinta contro l'Oldham.
Con la promozione del Leeds in Football League Championship, non riesce a trovare spazio durante la stagione 2010-2011, complice anche l'arrivo di Ross McCormack, che riesce ad imporsi da titolare già dalla sua prima partita giocata.
Di conseguenza, il 12 ottobre 2010, viene ceduto in prestito per un mese al Carlisle United. Successivamente viene girato di nuovo in prestito allo Swindon Town fino al termine della stagione, totalizzando 7 presenze e un gol segnato con il club.

#### Brentford
Terminato il suo contratto con il Leeds United, il 26 agosto 2011 firma un contratto con il Brentford fino al termine della stagione. Tuttavia, nonostante le sue buone prestazioni, nella seconda metà della stagione l'allenatore Uwe Rösler comunica che Grella non rientra più nei piani della squadra. Così, il 14 febbraio 2012, rescinde il contratto con il Brentford.

#### Bury
Il 27 febbraio 2012, si aggrega al Bury fino al termine della stagione. Il 21 aprile segna una doppietta nel match vinto per 4-2 contro il Notts County; partita che si rivelerà decisiva sia per la salvezza matematica del Bury, sia per la partecipazione ai play-off del Notts County, il quale non sarà ammesso agli spareggi per una differenza reti minore rispetto allo Stevenage.

#### Scunthorpe United
Il 9 luglio, firma un contratto biennale con lo Scunthorpe United, debuttando il 14 agosto seguente nella partita di Coppa di Lega contro il Derby County.
Nonostante abbia firmato un contratto di due anni con lo Scunthorpe, decide di rescindere il suo contratto appena un anno dall'arrivo nella squadra.

#### Viborg
Nel mese di ottobre del 2013 si lega al Viborg, militante nella Superligaen. Dopo sole 2 presenze con il club danese, decide di non rinnovare il suo contratto con i verdi.

#### Carolina RailHawks
Terminata la sua esperienza europea, torna negli Stati Uniti per militare nei Carolina RailHawks, dei quali fu già un componente nel 2008. Il 17 maggio 2014 segna la sua prima rete in NASL contro gli Atlanta Silverbacks.

#### New York Red Bulls
Il 17 febbraio 2015 si aggrega ai New York Red Bulls. Il 18 ottobre seguente, nella partita contro il Philadelphia Union, segna il gol del vantaggio per i Red Bulls dopo appena sette secondi, stabilendo il record del gol più veloce nella storia della MLS detenuto in precedenza da Tim Cahill.

### Nazionale
Ha rappresentato gli Stati Uniti con la nazionale under-18 e per la nazionale under-20.

## Palmarès

### Club

#### Competizioni nazionali
- MLS Supporters' Shield: 1

New York Red Bulls: 2015

### Individuale
- Capocannoniere del Football League Trophy: 1

2011-2012 (4 reti, alla pari con Shefki Kuqi)